# Rio Bluhoaie
O Rio Bluhoaie é um rio da Romênia afluente do Rio Bârzeşti, localizado no distrito de Arad.